# معضوضة ساحلية
معضوضة ساحلية (الاسم العلمي:Momordica littorea) هي نوع من النباتات تتبع جنس المعضوضة من الفصيلة القرعية.